# Álbuns número um no Brasil em 2015

## História da parada em 2015
Todos os dados foram retirados da parada fornecida pela ABPD e Nielsen para a Billboard Biz.
| † | Indica o álbum mais vendido de 2015. |

| Data            | Álbum                                      | Artista(s)               | Ref.   |
| --------------- | ------------------------------------------ | ------------------------ | ------ |
| 3 de janeiro    | O Que É Que Eu Sou Sem Jesus               | Padre Alessandro Campos  | [ 1 ]  |
| 10 de janeiro   | O Que É Que Eu Sou Sem Jesus               | Padre Alessandro Campos  | [ 3 ]  |
| 17 de janeiro   | O Que É Que Eu Sou Sem Jesus               | Padre Alessandro Campos  | [ 4 ]  |
| 24 de janeiro   | O Que É Que Eu Sou Sem Jesus               | Padre Alessandro Campos  | [ 5 ]  |
| 31 de janeiro   | O Que É Que Eu Sou Sem Jesus               | Padre Alessandro Campos  | [ 5 ]  |
| 7 de fevereiro  | O Que É Que Eu Sou Sem Jesus               | Padre Alessandro Campos  | [ 5 ]  |
| 14 de fevereiro | O Que É Que Eu Sou Sem Jesus               | Padre Alessandro Campos  | [ 5 ]  |
| 21 de fevereiro | Duetos 2                                   | Roberto Carlos           | [ 6 ]  |
| 28 de fevereiro | Duetos 2                                   | Roberto Carlos           | [ 7 ]  |
| 7 de março      | Duetos 2                                   | Roberto Carlos           | [ 8 ]  |
| 14 de março     | Duetos 2                                   | Roberto Carlos           | [ 9 ]  |
| 21 de março     | Duetos 2                                   | Roberto Carlos           | [ 10 ] |
| 28 de março     | Duetos 2                                   | Roberto Carlos           | [ 11 ] |
| 4 de abril      | O Amor Restaura                            | Padre Reginaldo Manzotti | [ 5 ]  |
| 11 de abril     | O Amor Restaura                            | Padre Reginaldo Manzotti | [ 5 ]  |
| 18 de abril     | Os Anjos Cantam                            | Jorge & Mateus           | [ 5 ]  |
| 25 de abril     | Acústico                                   | Luan Santana             | [ 5 ]  |
| 2 de maio       | Acústico                                   | Luan Santana             | [ 5 ]  |
| 9 de maio       | Acústico                                   | Luan Santana             | [ 5 ]  |
| 16 de maio      | Acústico                                   | Luan Santana             | [ 5 ]  |
| 23 de maio      | Acústico                                   | Luan Santana             | [ 5 ]  |
| 30 de maio      | Acústico                                   | Luan Santana             | [ 12 ] |
| 6 de junho      | Acústico                                   | Luan Santana             | [ 13 ] |
| 13 de junho     | Acústico                                   | Luan Santana             | [ 14 ] |
| 20 de junho     | Acústico                                   | Luan Santana             | [ 15 ] |
| 27 de junho     | Acústico                                   | Luan Santana             | [ 16 ] |
| 4 de julho      | Acústico                                   | Luan Santana             | [ 17 ] |
| 11 de julho     | Acústico                                   | Luan Santana             | [ 18 ] |
| 18 de julho     | Cabaré                                     | Leonardo & Eduardo Costa | [ 5 ]  |
| 25 de julho     | Cabaré                                     | Leonardo & Eduardo Costa | [ 5 ]  |
| 1 de agosto     | Acústico                                   | Luan Santana             | [ 19 ] |
| 8 de agosto     | Viva Tim Maia!                             | Ivete Sangalo & Criolo   | [ 5 ]  |
| 15 de agosto    | Viva Tim Maia!                             | Ivete Sangalo & Criolo   | [ 5 ]  |
| 22 de agosto    | Viva Tim Maia!                             | Ivete Sangalo & Criolo   | [ 5 ]  |
| 29 de agosto    | Viva Tim Maia!                             | Ivete Sangalo & Criolo   | [ 5 ]  |
| 5 de setembro   | Vivendo e Aprendendo                       | Eduardo Costa            | [ 5 ]  |
| 12 de setembro  | Entre Amigos                               | Padre Reginaldo Manzotti | [ 5 ]  |
| 19 de setembro  | Entre Amigos                               | Padre Reginaldo Manzotti | [ 5 ]  |
| 26 de setembro  | Entre Amigos                               | Padre Reginaldo Manzotti | [ 5 ]  |
| 3 de outubro    | Entre Amigos                               | Padre Reginaldo Manzotti | [ 5 ]  |
| 10 de outubro   | Quando Deus Quer Ninguém Segura (Ao Vivo)† | Padre Alessandro Campos  | [ 5 ]  |
| 17 de outubro   | Quando Deus Quer Ninguém Segura (Ao Vivo)† | Padre Alessandro Campos  | [ 5 ]  |
| 24 de outubro   | Quando Deus Quer Ninguém Segura (Ao Vivo)† | Padre Alessandro Campos  | [ 5 ]  |
| 31 de outubro   | Quando Deus Quer Ninguém Segura (Ao Vivo)† | Padre Alessandro Campos  | [ 5 ]  |
| 7 de novembro   | Quando Deus Quer Ninguém Segura (Ao Vivo)† | Padre Alessandro Campos  | [ 5 ]  |
| 14 de novembro  | Quando Deus Quer Ninguém Segura (Ao Vivo)† | Padre Alessandro Campos  | [ 5 ]  |
| 21 de novembro  | Purpose                                    | Justin Bieber            | [ 5 ]  |
| 28 de novembro  | Purpose                                    | Justin Bieber            | [ 5 ]  |
| 5 de dezembro   | 25                                         | Adele                    | [ 5 ]  |
| 12 de dezembro  | 25                                         | Adele                    | [ 5 ]  |
| 19 de dezembro  | 25                                         | Adele                    | [ 5 ]  |
| 26 de dezembro  | 25                                         | Adele                    | [ 5 ]  |